# 白立德
白立德（1921年10月19日—2003年7月19日）是美國的一位佈道家。1951年，他在加州大學洛杉磯分校創立了學園傳道會，開展大學生的事工。 1965年，他寫了《四個屬靈的定律》。 1979年，他製作了電影《耶穌傳》。
1996年，白立德獲頒價值 110 萬美元的鄧普頓奬，他捐出這筆錢來宣傳禁食和祈禱的益處。 2001 年，他辭去了學園傳道會領導人的職務，由史蒂夫·道格拉斯 (Steve Douglass) 接替出任總裁。  他於 2003 年去世。

## 早年生活和教育
白立德於1921年10月19日在奧克拉荷馬州的考維塔出生。他的父親白戴爾（Forrest Dale Bright）是一名牧場主，而他的母親白瑪莉（Mary Lee Rohl Bright）在嫁給他父親之前是一名學校教師。白立德的父親積极參與奧克拉荷馬州共和黨，白立德一生都是堅定的共和黨人。白立德在塔勒誇的東北州立大學修讀經濟學，在讀書期閒，他加入了西格馬·陶·伽馬兄弟會（Sigma Tau Gamma fraternity），隨後被授予阿爾法·伽馬·奧米伽基督中心兄弟會（Alpha Gamma Omega Christ-Centered Fraternity）的榮譽校友身份。1942年，白立德加入美國海軍預備役，但由於高中時踢足球導致耳膜破裂，他沒有參加戰鬥。
在他20歲出頭的時候，他搬到了加利福尼亞州的洛杉磯，並創立了「白氏加利福尼亞糖果公司」（ Bright's California Confections）。在1940年代，白立德參加了好萊塢第一長老會，並成為了一名福音派基督徒。白立德深受漢雷塔·梅爾 (Henrietta Mears)  和葛培理的影響，前者曾擔任第一長老會基督教教育主任，而後者是美國著名的福音派領袖。 
1946年，白立德放棄了他的糖果生意，在普林斯頓神學院和富勒神學院攻讀聖經和神學。據歷史學家約翰·G·特納（John G. Turner）稱，白立德在學術研究上遇到了困難，沒有在任何一個機構完成學位。在富勒神學院學習期間，白立德感受上帝的呼召去得著大學生，便放棄他的學術研究。在開始校園事工之前，白立德賣了他的糖果公司，並解決了與前商業夥伴–泰勒家族的財務糾紛。 

## 家庭

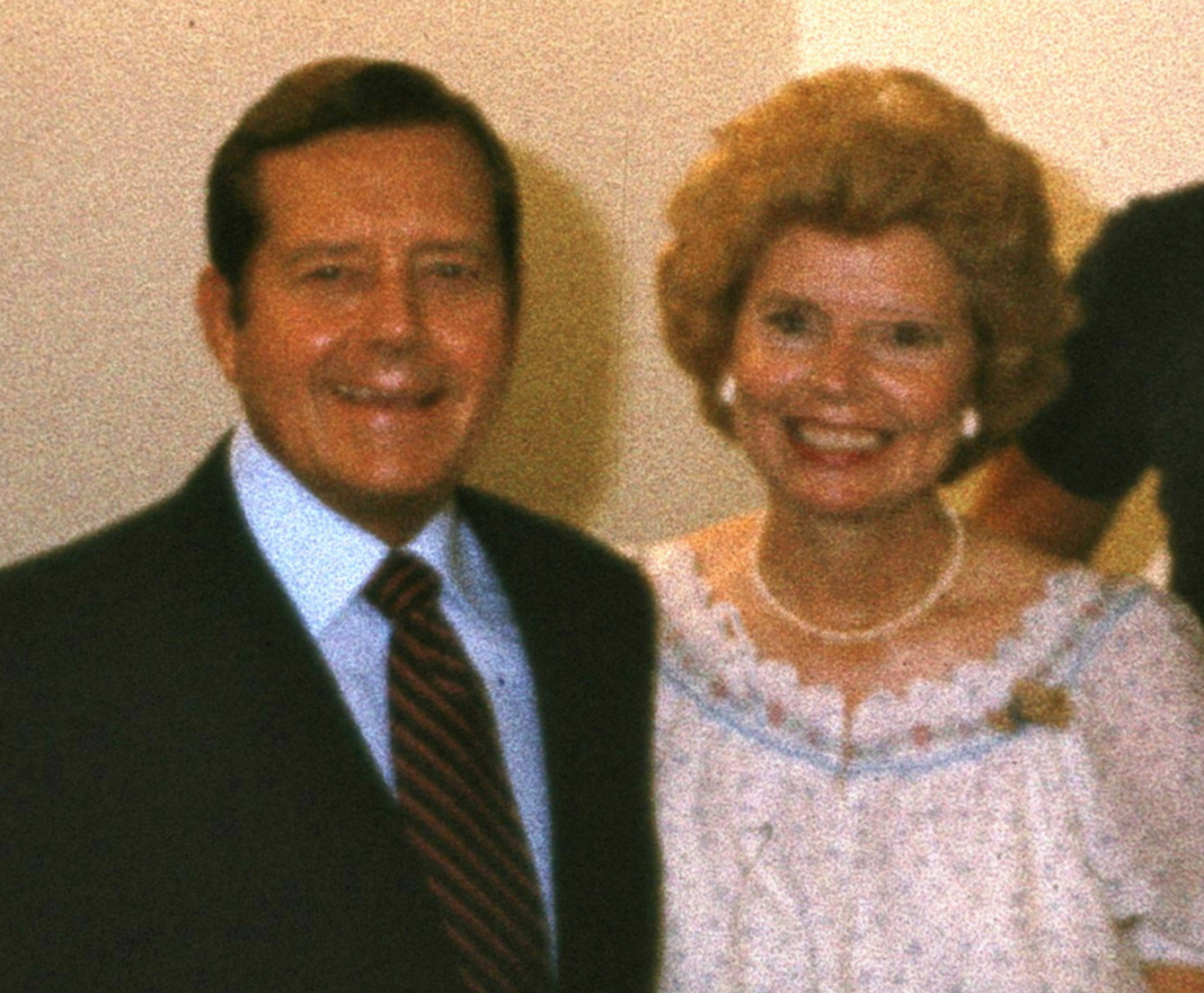
1980年，白立德和他的妻子薇娜在芬蘭圖爾庫

白立德 (Bill Bright) 與薇娜·柴克雷 (Vonette Zachary) 於1948年12月30日结婚。兩人自1946年春天開始訂婚。然而，白立德在薇娜父母的提示下同意將婚禮推遲，直到她於1948年從德克薩斯女子大學畢業。 在1950年代，白立德和薇娜收養了兩個男孩，名叫布雷德·白立德（Brad Bright）和柴克雷·白立德（Zachary Bright）。  

## 事奉生涯

### 著作
1965年，白立德寫了《四個屬靈的定律》，這是一本基督教福音小冊子。在這本小冊子中，他將基督教信仰中有關救恩的基本觀點概括為四條法則，他指這些法則支配著人類與上帝的關係。這本小冊子以悔改的禱文結束。
白立德撰寫了100多本基督教書藉和小冊子，以及數千篇文章。這些文章和小冊子已被數百萬人以大多數主要語言分發。

### 於1950年創立學園傳道會
白立德最初考慮過與其他教會合作，但他對他們栽培初信者的能力感到失望，這促使他開始學園傳道會這個福音機構（或稱“輔助教會”）。1951年，白立德在富勒神學院和好萊塢長老會招募了幾名志願者後，便在加州大學洛杉磯分校（UCLA)  開始了學園傳道會的第一章。 
1953年，學園傳道會在洛杉磯的韋斯特伍德大道設立了總部。白立德的校園宣傳得到了他的教會導師漢雷塔·梅爾的幫助，梅爾允許白立德一家使用她在貝萊爾的家，並在幾次學園傳道會的活動中發表講話。

### 學園傳道會在加州大學洛杉磯分校以外擴展
白立德在加州大學洛杉磯分校的成功促使他在其他幾所美國大學建立了學園傳道會分支機構。 
學園傳道會在美國多個校園的擴張，與其他基督教校園團體產生了衝突，包括基督教校際聯誼會（InterVarsity Christian Fellowship）和自由派校園牧師，他們不同意白立德事工的福音基調。 1956年，白立德寫了一篇20分鐘的講章，名為“神對你人生的計劃”，為學園傳道會的佈道和門徒訓練計劃定下了基調。 白立德最初也與原教旨主義的包伯·瓊斯大學 (Bob Jones University)合作，但在白立德支持葛培理之後，（葛培理接受了自由派新教徒對「1957 年紐約復興大會」的贊助），雙方關係惡化，結果老包伯·瓊斯 (Bob Jones Sr.)和他的兒子小包伯·瓊斯(Bob Jones Jr.) 斷絕了與白立德的事工的合作關係。根據約翰·G·特納的說法，與包伯·瓊斯大學的分裂導致白立德傾向於新教運動的“新福音派”派系，這是與葛培理的合作有關。 
2011 年，學園傳道會在 191 個國家有 25,000 位宣教士。

## 晚年生活
白立德有五個榮譽博士學位：韓國全北國立大學法學博士、約翰布朗大學神學博士、霍頓神學院文學博士、洛杉磯聖經學院及神學院神學博士以及佩珀代因大學法學博士。
1983年，他擔任全國聖經年全國委員會主席。1996年，他獲頒110萬美元的鄧普頓獎，他將獎金捐贈給促進禁食和祈禱的事業。
1979年，他製作了電影 《耶穌傳》，由華納兄弟在美國發行。這在財務上並不成功，損失了約 200 萬美元。評論家稱讚電影「對真實性的一絲不苟」的同時，也批評這部電影「單調得令人痛苦」。 《洛杉磯時報》稱之為「…主日學對基督生平的乏味處理」。
1988年，他領導了反對馬丁·斯科塞斯電影《基督的最後誘惑》的抗議活動，他稱這部電影是“褻瀆神明的”。 他提出從環球影業購買這部電影的底片，以便將它銷毀。

## 死亡
白立德於2003年7月19日在佛羅里達州的奧蘭多去世，而他的妻子白薇娜於2015年去世。
葛培理牧師就白立德的死發表了一份聲明：“他是我所認識的人中，極少數心裡背負著一個重擔—向世界傳福音的人。他是一個真誠、正直和獻身事主的人，從我的事工一開始，他就一直是我的靈感和祝福。

## 政治
白立德的父親是一位堅定的共和黨人，曾擔任瓦格納縣共和黨主席。像他的父親一樣，白立德一生都是堅定的共和黨支援者和選民。 作為一名福音派基督徒，白立德也是反共的，並表示他發起學園傳道會的原因之一是打擊共產主義在美國大學的影響。 在1970年代，白立德為韓國總統朴正熙辯護，朴正熙實施戒嚴令並掌握獨裁權力。他聲稱朴槿惠正在與共產主義作鬥爭，並支援宗教自由。 

## 也可以看看
- 七座山的使命 （页面存档备份，存于）

## 進一步閱讀
- Richardson, Michael (2001), Amazing Faith: The Authorized Biography of Bill Bright. Colorado Springs, CO WaterBrook. ISBN 978-1578565610.
- Turner, John G. . Chapel Hill, NC: The University of North Carolina Press. 2008. ISBN 978-0-8078-3185-4.

## 外部連結
- Cru.org （页面存档备份，存于）